# 緋村剛
緋村 剛（ひむら つよし）は、日本のミュージシャン・作詞家・作曲家。福岡県大川市生まれ。

## 概要
アグレッシブな中にもJPOP的な繊細さも兼ね備えた歌唱力。 作曲家・作詞家としても多数実績有。

## 経歴
1994年 ビジュアル系ロックバンド「Missing Tear」として、テレビ朝日系列の音楽番組『Break Out』にて福岡県代表で出演、その後上京。
2002年 ミクスチャー系ロックバンド「everset」、2014年 ハードロックバンド「21g(21グラム)」、2020年 ストレイドッグカンパニー結成。

### 人物と活動概要

#### 幼少期～高校時代
父親の影響で幼少期より演歌を歌い始める。
6歳の時、親戚の家で行われた節句で初めて人前で歌い、その時の拍手と歓声が音楽に興味を持ったきっかけだった。
ちびっ子のど自慢大会で数々の賞を受賞。
中学生時代、「たま」の歌詞に心を打たれ言葉に興味を持つようになる。
同じ頃、英語の教師から借りたQueenやKISS等、洋楽のテープでロックに目覚めたのち、ジャパニーズV系ロックバンド「X(現X JAPAN)」に心酔。
将来の夢は「Xになること」。

#### Missing Tear時代
高校生時代、念願だったXコピーバンド「DARKNESS」を結成。ちなみにメンバーには、ギタリストに現在ゴールデンボンバー、ももいろクローバーZ、BABYMETAL等、数々のアーティストに楽曲を提供する音楽プロデューサーであるtatsuo、ベーシストにPENICILLINのギタリスト・千聖のソロプロジェクト「Crack6」、俳優・大森南朋率いるバンド「月に吠える。」、DASEIN等、数多くのアーティストのサポートや楽曲提供で活躍する長野典二が在籍。
オリジナル楽曲を作りながらライブ活動、デモテープ発売等を精力的に行い、バンド名を「Missing Tear」に変更後も、ティーンズミュージックフェスティバルに出場し、オーディエンス賞など数多くの賞を受賞。九州大会出場。
テレビ朝日系列の音楽番組「Break out」主催のコンテストに九州地区代表として出演し、日本武道館での出演も果たした。
福岡のバンド界でも名の知れた存在となり、この頃までバンド活動に猛反対だった両親の説得にも成功、ついに満を持して上京。

#### everset時代と東日本大震災
上京後、楽曲への方向性等で所属事務所やレコード会社と折り合いがつかず、Missing Tearとしての区切りをつける事を決意しドラマーに中島卓偉のサポート等を務めた近藤彩人を迎え「everset」として新たに活動を展開。
音楽性もガラリと変え、自信のボーカルスタイルに変化が現れるのもこの頃だった。
全国ツアー等、おびただしい量のライブをこなし、赤坂BLITZ(現マイナビBLITZ赤坂)公演を成功させる等、着実に成長を遂げるバンドだったが、自信の音楽への追及と他メンバーの方向性等について深くミーティングを続けた結果、活動を一旦休止する道を選択し、2011年3月12日のSHIBUYA O-EASTでのワンマン公演をもって休止期間に入る予定だった。
だが、前日の3月11日に起こった東日本大震災で公演延期を余儀なくされる。地震発生時、バンドは都内のスタジオでリハーサル中で、すぐに避難して無事だったものの、地震の影響をニュース等で知るにつれて翌日の公演は開催が困難だと即時に判断し公表。
あと1公演で活動休止に入るはずだったバンドは、主要都市を回るチャリティツアーを決行することを発表した。
無事にツアーは各地で行われ、公演中に集まった義援金は復興支援の一環として寄付されている。
そして日を改めた2011年6月27日、SHIBUYA O-EASTにてツアーファイナルとなるワンマンライブ「FOREVER AND EVER」を行い、ここから活動休止期間に入った。

#### 21g時代
everset活動休止後、自身はアコギ１本でソロ活動を展開し、アルバムリリースやライブを行いながら今後の音楽性を模索する。
2014年、SIAM SHADEのベーシスト・NATCHINと共に、ギタリストにMIYAKO(現LOVEBITES)、ドラマーにAct.を迎え「21g(21グラム)」を結成。
新世紀プロレス・ドラゴンゲートの新ユニットMaxiMuMのテーマ曲に起用された「1st FINGER」をリリースするなど、精力的に活動するも、次第にメンバー間の意思にズレが生じ、2019年に解散となる。

#### ストレイドッグカンパニー結成
しばしの沈黙期間を経て、eversetのコピーバンド「レバーセット」のギタリスト・shinichiと、Back Shot Roberts、全日本エゲレッツ、Uri、MiVKのベーシスト・参田－－と共に「ストレイドッグカンパニー」を結成。ちなみに、レバーセットはeversetの元ローディーで結成されており、ボーカルはゴールデンボンバーの樽美酒研二だった。
1stアルバム「第一話『捨てられた日』」のリリースも決定しているが、コロナウイルス感染拡大の影響でライブ活動は未定。
事態収束後の活動に向けて準備の日々が続いている。

## 主な活動歴

### 2008年
- MASSIVE ROCK RECORDSより、LIVE DVD「volcanic rock」リリース (everset)
- 1stマキシシングル「咲いて」リリース (everset)
- 1stソロシングル「Tsuyoshix prototype1」リリース(ソロ、The Uncoloured Records)

### 2009年
- 「everset」赤坂BLITZワンマンライブ
- 仮面ライダーW、エンディングテーマ「Free Your Heat」(Galveston 19)
- MASSIVE ROCK RECORDSより、3rdフルアルバム「BLACK FILE」リリース (everset)
- 2ndマキシシングル「Re:Passion」リリース、LIVE DVD「effusive rock」リリース (everset)

### 2010年
- テレビ東京系「おはコロ」内アニメ「デュエルマスターズ クロスショック」主題歌「勇気のチカラ」(everset)
- 「劇場版デュエルマスターズ 炎のキズナXX(ダブルクロス)」テーマソング(everset)
- 3rdマキシシングル「PARALLEL WONDER LAND」、1stライブアルバム「LIVE2010」リリース (everset)

### 2011年
- ソロ全国ツアー
  - 渋谷O-eastワンマンライブにて、eversetライブ活動休止
- 仮面ライダーオーズ エンディングテーマ「Ride on Right time」(俳優、渡部秀と共演)
- MASSIVE ROCK RECORDSより、LIVE DVD「igneous rock」リリース (everset)

### 2012年
- 仮面ライダーフォーゼ 劇中仮面ライダーメテオ戦闘テーマ曲 「Shooting Star」をavex entertainmentよりリリース (everset)
- 仮面ライダーメテオストーム テーマソング「evolvin' storm」(everset)
- 週刊少年ジャンプ「スケットダンス」アニメ版主題歌「Reboot」(everset)

### 2013年
- ソロ作品第2弾「tsuyoshix2」リリース、ライブ活動を中心に数々のイベントに出演。

### 2014年
- 6月 新プロジェクト 21g(21グラム)始動
- 10月「天照賛歌」「エメラルドグリーン」2枚同時シングルリリース

### 2015年
- 3月 1st Album「GENORATION」リリース(21g)

### 2016年
- 3月「魂ノ歌」シングルリリース(21g)
- 7月「情熱SUMMER DAY」配信限定リリース(21g)
- 9月「HEAVY RAIN」配信限定リリース(21g)

### 2017年
- テレビ朝日 ワールドプロレスリングエンディングテーマ「魂ノ歌」

### 2018年
- プロレス”DRAGON GATE”MaxiMuMテーマソング「1st Finger」
- 3月「1st Finger」配信限定(21g)
- 4月 2nd Album「GENORATION2」リリース(21g)

### 2019年
- 3月 渋谷clubasiaにて、「21g」ラストライブ、解散。

### 2020年
- 新プロジェクト「ストレイドッグカンパニー」始動
- 4月 始動の先駆けとなる1stフルアルバム　第一話「捨てられた日」発売予定

## 楽曲提供その他
- テレビ朝日 仮面ライダーW、エンディングテーマ「Free Your Heat」
- テレビ朝日 仮面ライダーオーズ、エンディングテーマ「Ride on Right time」(主演俳優・渡部秀と共演)
- 「デュエルマスターズ クロスショック」主題歌「勇気のチカラ」
- 「劇場版デュエルマスターズ 炎のキズナXX(ダブルクロス)」テーマソング
- テレビ朝日 仮面ライダーフォーゼ劇中出演キャラクター・仮面ライダーメテオの戦闘テーマ曲 「Shooting Star」、テーマソング「evolvin' storm」
- 週刊少年ジャンプ連載「スケットダンス」アニメ版主題歌「Reboot」
- テレビ朝日 ワールドプロレスリングエンディングテーマ
- プロレス・DRAGON GATE、新ユニットMaxiMuMテーマソング
- 仮面ライダーGIRLS alteration 作詞提供多数
- CR忍者ハットリくん・CRモンハン4

他多数